# Sheer Heart Attack
Sheer Heart Attack è il terzo album in studio del gruppo musicale britannico Queen, pubblicato l'8 novembre 1974 dalla EMI.
È stato il primo vero successo commerciale del gruppo e, rispetto ai precedenti Queen e Queen II, presenta sonorità tipicamente hard rock e glam rock.. Il Daily Vault lo descrisse come «un album di transizione importante» in quanto mostrava «cosa sarebbe diventata la band di lì a poco», mentre Stephen Thomas Erlewine di AllMusic osservò che sebbene nei testi dell'album ci fossero ancora dei riferimenti alle tematiche fantasy come nei loro primi lavori, «il fantastico non prevale su tutto il resto come nei precedenti due dischi».
L'album è stato ripubblicato prima nel 1991 negli Stati Uniti d'America dalla Hollywood Records con l'aggiunta di una bonus track, in seguito nel 1994 dalla Parlophone (senza alcuna traccia bonus) ed infine nel 2011 in edizione rimasterizzata dalla Island/Universal e distribuito in edizione standard e deluxe con un EP bonus.
Il disco compare nel volume 1001 Albums You Must Hear Before You Die.

## Storia
Dopo aver completato il loro secondo album, il gruppo si imbarcò nel Queen II Tour come gruppo spalla dei Mott the Hoople. Il tour si svolse in tutto il Regno Unito, e successivamente i due gruppi decisero di proseguire anche negli Stati Uniti d'America. Il debutto dei Queen dal vivo in Nord America ebbe luogo il 4 aprile a Denver, Colorado, sempre come gruppo di supporto, cosa detestata dal cantante Freddie Mercury che notoriamente disse: «Essere la band di supporto è stata una delle esperienze più traumatiche della mia vita». Tuttavia, dopo la data di Boston, al chitarrista Brian May venne diagnosticata un'epatite virale, probabilmente contratta durante le vaccinazioni subite prima di recarsi in Australia con il gruppo. Il resto del tour fu quindi cancellato e i Queen tornarono a casa, dove May fu ricoverato in ospedale. Al suo ritorno il gruppo iniziò la stesura di nuovo materiale fino a quando May tornò nuovamente in ospedale a causa di un'ulcera alla stomaco non diagnosticata.

### Registrazione
(Freddie Mercury)
A differenza dei loro precedenti album, Sheer Heart Attack fu registrato in quattro studi differenti; sebbene avessero lavorato ancora ai Trident Studios, si spostarono poi agli AIR Studios, Rockfield Studios e Wessex Sound Studios. Il gruppo lasciò degli spazi vuoti nei brani affinché May potesse incidere le sue parti vocali e di chitarra al suo ritorno.

## Brani
Brighton Rock venne scritto da Brian May durante le sessioni di Queen II, ma non fu inserito in quest'ultimo perché il gruppo sentiva che non si amalgamava bene con il resto dell'album. Il testo tratta la storia di due giovani amanti che si incontrano a Brighton in un giorno di festa (il "pellegrinaggio" dei mod a Brighton nei giorni di festa era un tema popolare all'epoca in Gran Bretagna, come nell'album Quadrophenia dei The Who). La traccia include un interludio di assolo di chitarra non accompagnato, che fa ampio uso dell'effetto delay per costruire armonie e linee melodiche contrappuntate. Nacque dalla sperimentazione di May con un'unità Echoplex, nel tentativo di ricreare l'orchestrazione di chitarra durante le esecuzioni dal vivo di Son and Daughter. Egli aveva fatto qualche modifica all'unità originale così da poter cambiare i tempi della durata dell'eco, in quanto sentiva che non durava abbastanza, e gestire ogni eco attraverso un amplificatore separato per evitare interferenze. L'assolo di chitarra presente nel pezzo viene considerato uno dei migliori del chitarrista, e Guitar World lo classificò alla posizione numero 41 della sua lista 100 Greatest Guitar Solos of All Time.
Killer Queen fu composto in una singola nottata da Mercury, e si rivelò essere il primo successo della band a livello internazionale. Fu delle poche canzoni delle quali egli scrisse prima il testo della musica, che parla di una prostituta d'alto bordo. Il singolo seguente Now I'm Here fu scritto da May (il quale suona anche le parti di pianoforte) durante la sua permanenza in ospedale e parla dell'esperienza dei Queen come gruppo spalla dei Mott the Hoople durante il precedente tour.
Il batterista Roger Taylor scrisse Tenement Funster, prima traccia del piccolo medley che costituisce il cuore dell'album, e si occupò di cantarla come voce solista. La canzone sfuma senza interruzione nell'acida Flick of the Wrist di Mercury, un brano che esprime sentimenti caustici verso un manager senza scrupoli che raggira un artista ingenuo; che a sua volta si trasforma in un'altra composizione di Mercury intitolata Lily of the Valley, cupa richiesta d'amore sostenuta dall'accompagnamento del pianoforte.
Stone Cold Crazy fu uno dei primi brani del gruppo ad essere proposto dal vivo e fu sottoposto a diversi arrangiamenti nel corso degli anni prima di essere inciso per Sheer Heart Attack. Nessuno dei membri della band si ricordava chi avesse scritto il testo, così decisero di attribuire i crediti collettivamente ai Queen, primo esempio nella loro discografia. Le parole del testo parlano di gangster, con anche un riferimento a Al Capone. La traccia è in tempo molto veloce con forte distorsione del suono, anticipando di anni il genere speed metal. La rivista Q descrisse Stone Cold Crazy «thrash metal prima ancora che il termine venisse inventato». I Metallica ne incisero una celebre reinterpretazione come loro contributo alla raccolta Rubáiyát: Elektra's 40th Anniversary del 1990. Questa cover, che presenta un testo leggermente modificato, venne inserita poi come lato B del loro singolo Enter Sandman e successivamente vinse un Grammy Award; in seguito fu inclusa anche nell'album Garage Inc..
Nell'album figura anche Misfire, primo brano in carriera scritto dal bassista John Deacon.
Il brano conclusivo In the Lap of the Gods ... Revisited fu il primo tentativo da parte di Mercury di scrivere una canzone che il pubblico avrebbe potuto intonare insieme a lui durante i concerti, in maniera simile alla più celebre We Are the Champions di qualche anno successiva. Fu il brano che chiudeva i concerti nel periodo 1974-1977, venendo riproposta in occasione del Magic Tour del 1986 all'interno di un medley con Seven Seas of Rhye.

## Accoglienza
| Recensione                    | Giudizio |
| ----------------------------- | -------- |
| AllMusic                      |          |
| Chicago Tribune               |          |
| Classic Rock                  |          |
| Daily Vault                   | B+       |
| Encyclopedia of Popular Music |          |
| Piero Scaruffi                |          |
| Pitchfork                     |          |
| PopMatters                    |          |
| Q                             |          |
| Record Collector              |          |
| Rolling Stone                 |          |
| The Rolling Stone Album Guide |          |
| Uncut                         |          |

A proposito dell'album, NME scrisse: «Una festa. Nessun riempitivo, e quattro canzoni che verranno suonate e risuonate sui giradischi: Killer Queen, Flick of the Wrist, Now I'm Here, e In the Lap of the Gods... Revisited». Lo Winnipeg Free Press lodò «la chitarra multi-traccia di Brian May, la splendida vocalizzazione di Freddie Mercury e il dinamico lavoro di produzione di Roy Thomas Baker», definendo l'album «senza esclusione di colpi, un assalto su vasta scala a tutti i sensi». Circus si riferì al disco come «forse il più pesante assalto rock da molto tempo a questa parte». Riferendosi agli stessi Queen, Rolling Stone scrisse: «Se sono difficili da amare, non lo sono da ammirare: questa band è abile, dopo tutto, e sa osare». John Mendelsohn non restò invece colpito, scrivendo nella sua recensione: «Ho setacciato tutte e due le facciate del loro ultimo album in cerca di qualcosa, qualsiasi cosa, che fosse almeno remotamente magnifica quanto Keep Yourself Alive o Father to Son, solo per rimanere a bocca asciutta». Verso il finire del 1974, l'album si classificò terzo miglior album dell'anno nella lista redatta dalla rivista Disc e alla posizione numero 24 su 60 nella lista dei migliori album del 1974 stilata da NME.
Più recentemente AllMusic scrisse: «La teatralità viene ora esercitata negli affari di tutti i giorni, che ironicamente li fa sembrare più grandi della vita stessa. E questo senso delle proporzioni su grande scala, combinato con chitarre pesanti, ganci pop e stile teatrale, segna la vera rivelazione dei Queen, rendendo Sheer Heart Attack il momento nel quale il gruppo sfondò davvero». Q definì il disco «indispensabile» e «una delle più grandi miscele pop/rock degli anni settanta». Pitchfork scrisse: «Sheer Heart Attack non solo costituisce un miglioramento su ogni fronte rispetto al suono suggerito dai loro primi due dischi, ma offre alcuni dei migliori brani della loro carriera. Questo è il gruppo al massimo della sua potenza». Benjamin Ray di Daily Vault dichiarò: «Qui i Queen, in qualche modo, riescono a suonare come ogni gruppo rock degli anni settanta, inclusi Rush, Zeppelin e persino Uriah Heep», ma la differenza sta nel fatto che il gruppo «tenta veramente di sembrare pretenzioso in modo deliberato, e spesso è così sopra le righe che non si può fare a meno di divertirsi». La BBC scrisse: «Hanno allungato i tempi e i metodi di produzione contemporanei fino al limite con voci e chitarre a più livelli e la vena vaudevilliana di Freddie è finalmente emersa... questo è stato l'album che ha visto finalmente i Queen trovare la loro vera voce».

## Tracce
Testi e musiche di Freddie Mercury, eccetto dove indicato.
1. Brighton Rock – 5:08 (Brian May)
2. Killer Queen – 3:01
3. Tenement Funster – 2:48 (Roger Taylor)
4. Flick of the Wrist – 3:19
5. Lily of the Valley – 1:43
6. Now I'm Here – 4:10 (Brian May)
7. In the Lap of the Gods – 3:20
8. Stone Cold Crazy – 2:14 (Freddie Mercury, Brian May, Roger Taylor, John Deacon)
9. Dear Friends – 1:07 (Brian May)
10. Misfire – 1:50 (John Deacon)
11. Bring Back That Leroy Brown – 2:15
12. She Makes Me (Stormtrooper in Stilettos) – 4:08 (Brian May)
13. In the Lap of the Gods... Revisited – 3:48

Traccia bonus nella riedizione CD del 1991 della Hollywood Records
1. Stone Cold Crazy (1991 Remix by Michael Wagener) – 2:15

EP bonus nella riedizione CD del 2011 della Island/Universal
Testi e musiche di Freddie Mercury, eccetto dove indicato.
1. Now I'm Here (Live at Hammersmith Odeon, December 1975) – 4:25 (Brian May)
2. Flick of the Wrist (BBC Session, October 1974) – 3:24
3. Tenement Funster (BBC Session, October 1974) – 2:58 (Roger Taylor)
4. Bring Back That Leroy Brown (A Cappella Mix 2011) – 2:17
5. In the Lap of the Gods ... Revisited (Live at Wembley Stadium, July 12th 1986) – 2:35

## Formazione
- Freddie Mercury – voce, pianoforte; organo Hammond in Now I'm Here
- Brian May – chitarra elettrica ed acustica, cori, pianoforte, ukulele, banjo; voce in She Makes Me (Stormtrooper in Stilettos)
- John Deacon – basso, chitarra elettrica ed acustica, cori
- Roger Taylor – batteria, percussioni, cori; voce in Tenement Funster